# 育知路駅
育知路駅（いくちろえき、中国語：育知路站、拼音：Yùzhīlù zhàn）は、中華人民共和国北京市昌平区に位置する北京地下鉄8号線の駅である。

## 歴史
- 2013年12月28日 - 開業。

## 駅構造

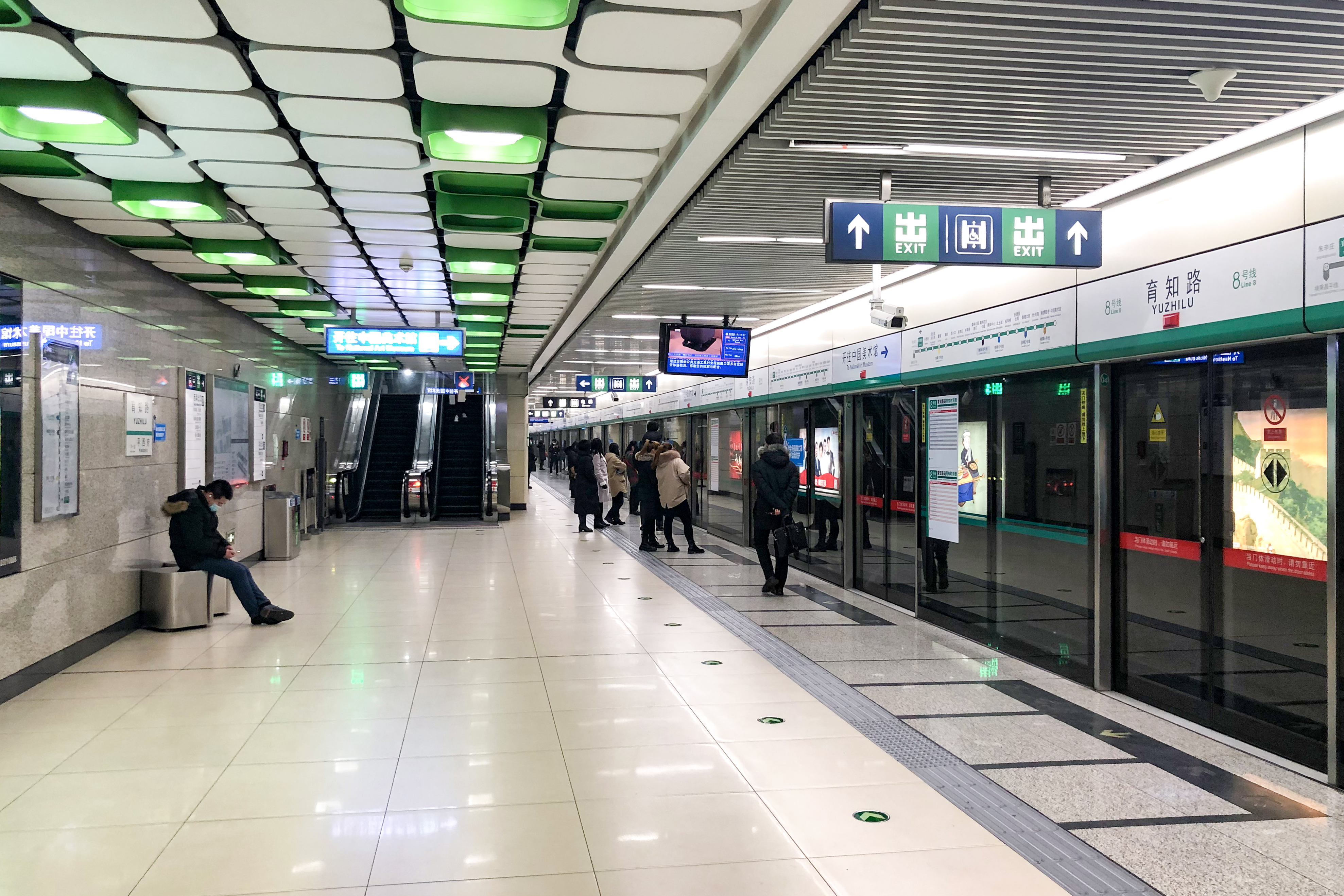
ホーム

対面式ホーム2面2線の地下駅である。

## 駅周辺
- 北京積水潭医院（中国語版）（回龍観分院）
- 雲趣園一区-団地

## バス路線

### 地下鉄育知路駅（地铁育知路站）
2025年現在、当駅発着/経由の路線バスは以下のとおりである。
- 462系統（二撥子新村～新都東駅）
- 463系統（地下鉄龍沢駅～玉衡街）
- 560系統（生命科学園西駅～新龍城東駅）
- 996系統（平西王府バスターミナル～地下鉄龍沢駅）
- 専79系統（地下鉄育知路駅～地下鉄育知路駅）
- 専80系統（驪龍園西門～驪龍園西門）
- 専102系統（地下鉄龍沢駅～回龍観橋北）
- 快速直達専線202系統（環保科技園～龍錦苑東五区南門）
- 昌19系統（地下鉄龍沢駅～王荘工業園）

## 隣の駅
北京地下鉄
■8号線
朱辛荘駅 - 育知路駅 - 平西府駅